# 大韩民国临时政府旧址 (上海)
大韩民国临时政府旧址（：／）是1926年至1932年间大韩民国临时政府在上海的办公处，位于今马当路306弄4号（原法租界白莱尼蒙马浪路普庆里4号）。该处房屋是一幢三层石库门建筑，现为黄浦区文物保护单位。前韩国总统金泳三称此处为“韩民族独立运动的圣殿”。

## 历史
大韩民国临时政府于1919年在上海霞飞路（今淮海中路）321号正式成立。此后曾迁往吕班路（今重庆南路）18号等处。1926年12月14日金九当选临时政府新一任国务领后，办公地便迁至金九住所，即普庆里4号。临时政府在此办公近七年，直至1932年虹口公园爆炸案后被迫撤离上海。此后，该处房屋由与临时政府关系密切的顾守熙、刘龙生夫妇等看管，后来刘龙生妹妹、妹夫一家一直在此居住。
1990年2月，经中國外交部批准后，此处被列为卢湾区文物保护单位。1992年中韩建交后，临时政府旧址于1993年4月正式对外开放。此后，包括韩国总统、总理、议长在内的众多韩国政要都曾前来旧址访问。

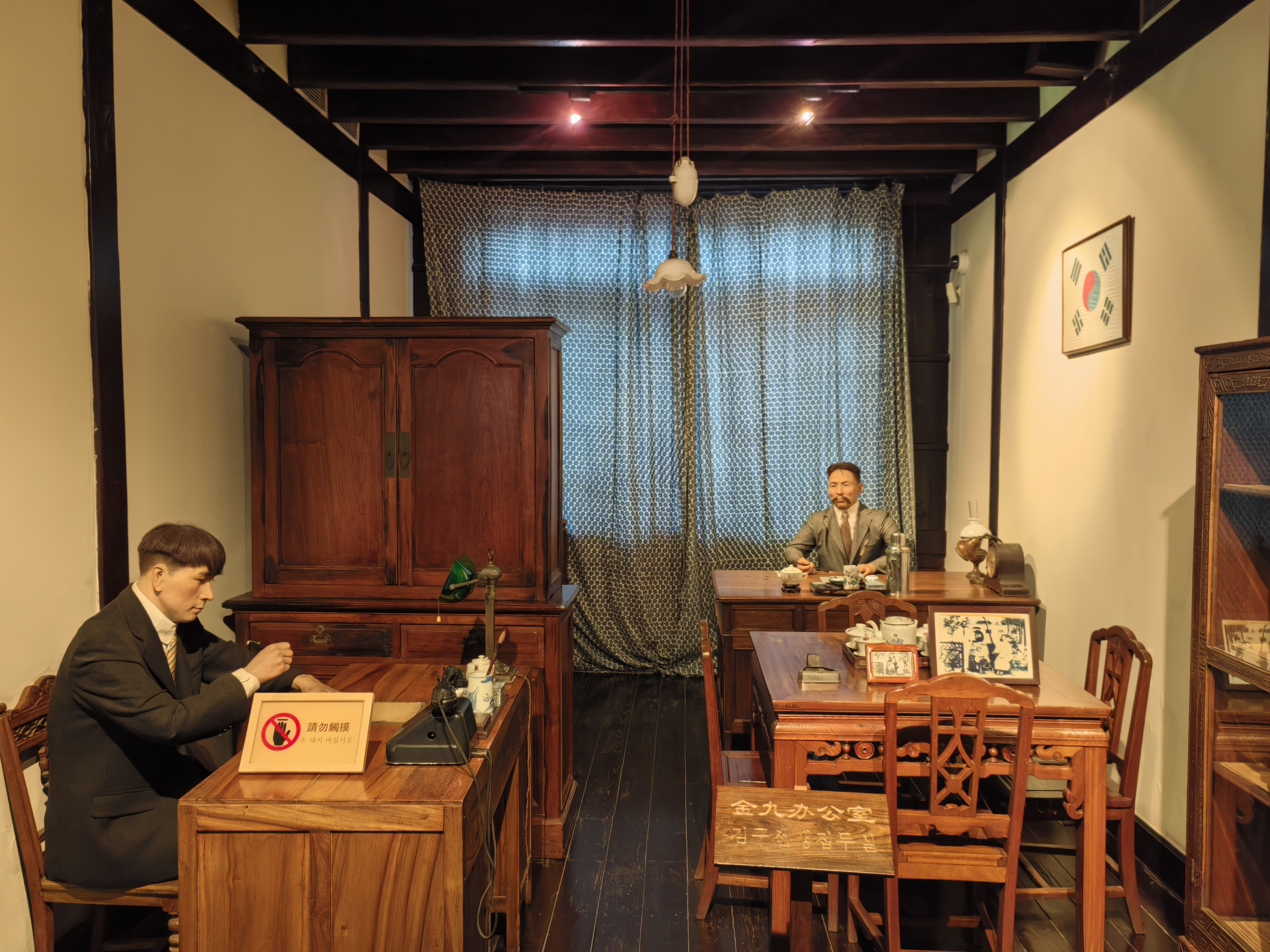
金九辦公室復原

## 曾到访的在任韩国总统
中韩建交之后除文在寅与尹锡悦外的历任韩国总统都曾在任内访问上海大韩民国临时政府旧址：
- 卢泰愚（1992年9月30日）[2]
- 金泳三（1994年3月26日）[2]
- 金大中（1998年11月15日）[2]
- 卢武铉（2003年7月10日）[5]
- 李明博（2010年4月30日）[6]
- 朴槿惠（2015年9月4日）[7]

## 備註
1. ↑  2017年12月16日，文在寅参观了重庆大韩民国临时政府旧址